# Laure Giappiconi
Pour les articles homonymes, voir Giappiconi.
Laure Giappiconi est une actrice, réalisatrice et auteure française.

## Biographie
Laure Giappiconi a été formée à l'École nationale supérieure des arts et techniques du théâtre, (ENSATT).

## Théâtre

### Actrice
- 2021 : Olivier Masson doit-il mourir ? de François Hien, mise en scène collective (TGP)
- 2020 : Josie Harcoeur, texte et mise en scène Cédric Roulliat, (Théâtre des Célestins)
- 2017-18 : Métropole, texte et mise en scène Vincent Farasse (Théâtre de la Reine Blanche, Paris)
- 2017-20 : Ultra-Girl contre Schopenhauer, texte et mise en scène Cédric Roulliat (Théâtre de Génevilliers, dans le cadre du Festival “Impatience” ; Théâtre des Célestins, Lyon)
- 2015 : Soudain la nuit, Olivier Saccomano, mise en scène Nathalie Garraud (création Festival d'Avignon 2015)
- 2014 : Othello, variation pour trois acteurs, d’après Shakespeare, adaptation d’Olivier Saccomano, mise en scène Nathalie Garraud (Festival d'Avignon 2014)
- 2013 : Notre jeunesse, Olivier Saccomano, mise en scène Nathalie Garraud (Friche de la Belle de Mai, Marseille)
- 2012 : Les Précieuses ridicules, d’après Molière, mise en scène Camille Germser (Théâtre de la Croix-Rousse, Lyon)
- 2012 : Le Passage de la comète, texte et mise en scène Vincent Farasse (Studio-Théâtre de Vitry)
- 2011 : La Sublime revanche[4], texte et mise en scène Camille Germser (Théâtre du Point du Jour, Lyon ; Vingtième Théâtre, Paris)
- 2010 : A la tombée de la nuit, Peter Turrini, mise en scène Gilles Chavassieux (Théâtre Les Ateliers, Lyon)
- 2010 : Le Monde merveilleux de Dissocia[5], Anthony Neilson, mise en scène Catherine Hargreaves (Théâtre des Célestins, Lyon)
- 2009 : Les étourdis du bateau, d’après La surprise de l’amour de Marivaux, mise en scène David Jauzion-Graverolles et Marion Delplancke (Théâtre du Soleil, Cartoucherie de Vincennes)
- 2009 : La Poche Parmentier, Georges Pérec, mise en scène. Karen Fichelson (Théâtre des Deux Rives, Rouen et tournée)
- 2009 : Réalisme, Anthony Neilson, mise en scène Catherine Hargreaves (L’Élysée, Lyon)
- 2008 : Noires Pensées, Mains Fermes, texte et mise en scène David Mambouch (Les Ateliers, Lyon)
- 2008 : Vers les Démons, d’après Fédor Dostoïevski et Albert Camus, mise en scène Giampaolo Gotti, sous la direction d’Anatoli Vassiliev (ENSATT)
- 2007 : Premières armes, David Mambouch, mise en scène Olivier Borle (TNP, Villeurbanne)
- 2007 : Alladine et Palomides, La Mort de Tintagiles, Maurice Maeterlinck, mise en scène Vincent Farasse (Théâtre des Marronniers, Lyon)
- 2007 : En ordre de Bataille, Alain Jugnon, mise en scène Gilles Chavassieux (Les Ateliers, Lyon)
- 2007 : Harold Pinter, mise en scène David Mambouch (RAMDAM, Saint-Foy-les-Lyon)
- 2006 : L’Oracle, Saintfoix, mise en scène David Mambouch (RAMDAM, Saint-Foy-les-Lyon)
- 2005 : Monsieur Paul, Tankred Dorst, mise en scène Gilles Chavassieux (Les Ateliers, Lyon)
- 2005 : Les Carnets du Président, Lionel Spycher, mise en scène Gilles Chavassieux (Les Ateliers, Lyon)
- 2004 : Têtes rondes et Têtes pointues, Bertolt Brecht, mise en scène Gilles Chavassieux (Les Ateliers, Lyon)
- 2001 : Un homme exemplaire, Carlo Goldoni, mise en scène  Jean-Claude Penchenat (ARIA, Olmi Capella)

### Metteure en scène
- 2014 : Le Kinky Brainy Show (striptease introspectif), par Angélique Andreaz, Laure Giappiconi, Fabrice Guilbert & Abigaïl Jacquier (Le Lavoir public, Lyon)
- 2012-18 : La Sortie se trouve à l’intérieur, solo (Le Colombier, Bagnolet ; Le Lavoir public, Lyon ; La Générale, Paris)
- 2009 : Le Projet Beat, texte et mise en scène (L’Élysée, Lyon ; Le Colombier, Bagnolet / Texte sélectionné et mis en espace au festival Actuelles XV, au TAPS de Strasbourg)

## Filmographie

### Actrice
- 2006 : L’Inversion des pôles de Mike Guermyet (court métrage)
- 2009 : Paris Monopole d'Antonin Peretjatko (court métrage)
- 2009 : Au large d'Émilie Carpentier (court métrage)
- 2012 : La Grève des ventres de Lucie Borleteau (court métrage) : l'extrémiste
- 2013 : Fidelio, l’Odyssée d’Alice de Lucie Borleteau : Claire, la soeur
- 2014 : Vous voulez une histoire ? d'Antonin Peretjatko (court métrage)
- 2016 : Cannabis de Lucie Borleteau (mini-série)
- 2016 : La Douleur d'Emmanuel Finkiel : une infirmière à la prison de Fresnes
- 2018 : Chanson douce de Lucie Borleteau : l'institutrice
- 2019 : L'Angle mort de Patrick Mario Bernard et Pierre Trividic
- 2020 : Mandico et le TOpsychoPOR d'Antonin Peretjatko (court métrage)
- 2020 : Derrière la table vide de Vincent Farasse (court métrage) : Marlène
- 2020 : Tandis que je respire encore d'Elisa Monteil, La Fille Renne et elle-même (court métrage) : Marlène
- 2020 : Sashimi de Marylise Dumont (court métrage) : Annie
- 2021 : Playlist de Nine Antico : mère de l'aspirant élève Estienne
- 2021 : Fou de Bassan de Yann Gonzalez (court métrage)
- 2022 : Un été comme ça de Denis Côté : Eugénie
- 2023 : À mon seul désir de Lucie Borleteau : Elody
- 2023 : Romy & Laure... happées par le trou spatio-temporel ! de Romy Alizée et elle-même (court métrage) : Laure
- 2024 : Nudes de Lucie Borleteau (série télévisée) : la proviseure (épisodes 9)
- 2024 : 1996 ou les malheurs de Solveig de Lucie Borleteau (court métrage) : la prof d'allemand

### Réalisatrice
- 2019 : Les Corps dansants, coréalisé avec Elisa Monteil et La Fille Renne[6],[7]
- 2019 : Romy & Laure et le Secret de l’Homme Meuble[8],[7], coréalisé avec Romy Alizée (Prix du Public au Festival du Film de Fesses[9], Festival Côté Court de Pantin)
- 2020 : Romy & Laure et le Mystère du Plug enchanté, coréalisé avec Romy Alizée
- 2020 : Tandis que je respire encore[10],[11], coréalisé avec La Fille Renne et Elisa Monteil[3] (Sundance Film Festival[12], International Film Festival Rotterdam[13])
- 2021 : Fluidité, coréalisé avec La Fille Renne et Elisa Monteil

### Scénariste
- 2023 : À mon seul désir de Lucie Borleteau

## Publication

### Romans
- 2021 : Et d'abord le regard
- 2023 : Hold-Up 21, éditions Anne Carrière, 2023 (collectif)